# Sarrazac (Lot)
Sarrazac è un comune francese di 584 abitanti situato nel dipartimento del Lot nella regione dell'Occitania.

## Società

### Evoluzione demografica
Abitanti censiti